# Chomętówko
Chomętówko [xɔmɛnˈtufkɔ] (tiếng Đức: Kolonie Gumtow) là một ngôi làng thuộc khu hành chính của Gmina Brzeżno, thuộc quận Świdwin, West Pomeranian Voivodeship, ở phía tây bắc Ba Lan.